# Харьков Андрій Олександрович
Андрій Олександрович Харьков — старший лейтенант, начальник оперативного відділу ОЗСП «Азов» Національної гвардії України, учасник російсько-української війни, що трагічно загинув під час російського вторгнення в Україну в 2022 році.

## Біографія
Випускник запорізького академічного ліцею «Перспектива». Випускник факультету історії, політології і міжнародних відносин ПНУ, спеціальність “Політологія”, 2016 .
Начальник оперативного відділу ОЗСП “Азов” НГУ.
23 березня 2022 року загинув під час оборони Маріуполя.

## Нагороди
- орден «Богдана Хмельницького» III ступеня (2022, посмертно) — за особисту мужність і самовіддані дії, виявлені у захисті державного суверенітету та територіальної цілісності України, вірність військовій присязі, зразкове виконання службового обов’язку.